# SK Olympia Ráječko
SK Olympia Ráječko (celým názvem: Sportovní klub Olympia Ráječko) je český fotbalový klub, který sídlí v Ráječku na Blanensku v Jihomoravském kraji. Založen byl roku 1932. Klubovými barvami jsou žlutá, zelená a černá.
Od sezony 2002/03 hraje Přebor Jihomoravského kraje (5. nejvyšší soutěž) a jako jediný klub (od reorganizace po sezoně 2001/02) odehrál zatím všechny ročníky. Účast v nejvyšší krajské soutěži je největším úspěchem oddílu. V ročníku 2018/19 skončilo Ráječko druhé, v sezonách 2008/09 a 2017/18 se umístilo na 3. příčce.

## Historické názvy
Zdroj: 
- 1932 – SK Ráječko-Spešov (Sportovní klub Ráječko-Spešov)
- 193? – SK Olympia Ráječko (Sportovní klub Olympia Ráječko) – sloučením s DSK Ráječko (Dělnický sportovní klub)
- 1949 – JTO Sokol Ráječko (Jednotná tělovýchovná organisace Sokol Ráječko)
- 1953 – DSO Sokol Ráječko (Dobrovolná sportovní organisace Sokol Ráječko)
- 1957 – TJ Sokol Ráječko (Tělovýchovná jednota Sokol Ráječko)
- 1993 – SK Olympia Ráječko (Sportovní klub Olympia Ráječko)
- 2015 – SK Olympia Ráječko, z. s. (Sportovní klub Olympia Ráječko, zapsaný spolek)

## Stručná historie kopané v Ráječku
Organizovaný fotbal vznikl v Ráječku v roce 1932. Zájem o fotbal byl ve 30. letech 20. století tak velký, že v obci vznikly dva kluby: SK Ráječko-Spešov a DSK Ráječko (Dělnický sportovní klub). Během krátké doby se ale oba sloučily pod názvem SK Olympia Ráječko a klub se přihlásil do Bradovy západomoravské župy footballové (BZMŽF) se sídlem v Brně.
Za druhé světové války a zvláště v letech 1944 a 1945 byla činnost klubu značně omezena. Po osvobození se hrála přátelská, turnajová a pohárová utkání. Od podzimu 1946 to byla již řádná mistrovská utkání III. třídy v rámci BZMŽF, okrsek boskovický. Po roce 1948 musely všechny sportovní kluby vstoupit do jednotné organizace Sokol a BZMŽF byla zrušena. Zmizel i název Olympia a oddíl hrál pod názvem Sokol Ráječko. Ráječko bylo zařazeno do meziokresní soutěže, kde hrávala mužstva z okresů Boskovice, Svitavy, Blansko, později i Brno-město a Brno-venkov.
V roce 1955 bylo založeno „B“ mužstvo. Nová územní organizace (sloučení malých okresů) přinesla změny i do fotbalových soutěží, Ráječko bylo zařazeno do nového OP okresu Blansko. V sezoně 1962/63 postoupilo Ráječko z 2. místa (za Boskovicemi) do I. B třídy. První ročník v krajských soutěžích se příliš nevydařil, po sestupu se v ročníku 1964/65 hrál opět OP Blanenska.
Soutěžní ročník 1966/67 znamenal návrat do I. B třídy, jejímž účastníkem bylo Ráječko následujících 24 ročníků. Po sezoně 1990/91 došlo k reorganizaci soutěží (kraje → župy) a s ní postup fotbalistů Ráječka do I. A třídy.

## Zázemí klubu
Původně se hrálo na louce „v Hájíčku“, regulérní hřiště tehdy v Ráječku nebylo. Fotbalisté proto dojížděli nebo docházeli k zápasům na hřiště soupeřů. Zásadní událostí pro další vývoj fotbalu v Ráječku bylo vyčlenění obecního pozemku na západním okraji obce vedle potoka Chrábek – na tomto místě se hraje do dnešních dní. Po úpravách bylo hřiště slavnostně otevřeno 11. září 1932, kdy zde bylo sehráno první utkání. Povrch byl hlinito-písčitý, kombinovaný s trávou, kabiny tehdy nebyly žádné, hygiena se prováděla v místním potoce.
V roce 1950 bylo hřiště rozšířeno a oploceno. V dalších letech bylo prodlouženo a výškově srovnáno (rozdíl činil 1.5 metru). V polovině 50. let byla zahájena výstavba nových, zděných kabin. Dokončeny byly začátkem 60. let.
V letech 1986–1987 byla postavena krytá tribuna pro 250 diváků. Roku 1995 byla provedena plynofikace a zaveden přívod pitné vody, v roce 2000 byla provedena rekonstrukce kabin a přístavba sociálního zařízení. Roku 2002 byl postaven přístřešek pro občerstvení diváků, v průběhu let byla postupně vylepšována travnatá plocha hřiště.
K dispozici je i přilehlá Sportovní hala Ráječko.

## Významní hráči a trenéři
- Teodor Kalivoda (* 9. listopadu 1929 Hrušovice – 11. května 2015 Blansko[10]) zde hrál v letech 1951 – 1952. Předtím a potom hrál za TJ Spartak ČKD Blansko, v jehož dresu nastřílel v přátelských a mistrovských zápasech více než 300 branek.[11]
- Jaroslav Svoboda (* 21. února 1939 Ráječko) začínal s kopanou v dorosteneckém družstvu Ráječka. Jako dorostenec byl v roce 1958 vybrán k utkání výběru Moravy proti výběru Čech, které se hrálo v Brně na památném stadionu za Lužánkami. Za muže Ráječka nastupoval už jako sedmnáctiletý, vojnu strávil ve VTŽ Chomutov, poté hrál za TJ Spartak ČKD Blansko až do roku 1972, kdy se tamtéž začal věnovat trénování dívčí jedenáctky, „B“ mužstva a posléze pracoval jako sekretář.[11]
- Miroslav Cup (* 12. ledna 1946 Ostrava) se v roce 1956 přistěhoval do Blanska, kde začal hrát fotbal v Metře Blansko. V Ráječku hrál v letech 1969 – 1977.[11]
- Antonín Juřica (* 12. června 1946 Malenovice) začínal s fotbalem v rodné obci (od 1. ledna 1949 už připojené ke Gottwaldovu/Zlínu), vojnu strávil v brněnské Dukle. Hrál za oba blanenské kluby, do Ráječka se přesunul v roce 1980.[11]
- Jan Nečas (* 12. května 1947 Vavřinec) trénoval „A“ mužstvo Ráječka v letech 1996 – 2004, byl u historického postupu do krajského přeboru.[11]
- Miloš Jarůšek (* 18. června 1947 Rudice) je jednou z největších osobností v historii TJ Spartak ČKD Blansko. Později se stal trenérem a vedl mj. Ráječko. Jeho mladším bratrem je Karel Jarůšek.[11]
- Jan Ruml (* 23. října 1947 Obůrka) je spjat s klubem TJ Spartak Metra Blansko, v Ráječku hrál v sezoně 1973/74.[11]
- Ing. Miroslav Knies (* 31. březen 1951 Šumperk) hrál za Metru Blansko, na vojně za Duklu Lipník nad Bečvou, pak opět v Metře až do roku 1984. Jako trenér vedl Metru Blansko, Rájec-Jestřebí, Kuřim a Ráječko.[11]
- Martin Sehnal (* 25. října 1981) začínal v Jedovnicích, prošel Spartakem ČKD Blansko, Drnovicemi, Rousínovem, hostoval v Dostě Bystrc či Třebíči. V sezoně 2008/09 se stal nejlepším střelcem MSFL (3. liga) v dresu Blanska. Od jara 2012 je v Ráječku,[12][13] kde nastupuje i v ročníku 2019/20.

## Umístění v jednotlivých sezonách
Stručný přehled
- 1960–1963: Okresní přebor Blanenska
- 1963–1964: I. B třída Jihomoravského kraje – sk. E
- 1964–1965: Okresní přebor Blanenska
- 1965–1966: I. B třída Jihomoravské oblasti – sk. E
- 1966–1967: Okresní přebor Blanenska
- 1967–1969: I. B třída Jihomoravské oblasti – sk. E
- 1969–1972: I. B třída Jihomoravské župy – sk. D
- 1972–1977: I. B třída Jihomoravského kraje – sk. D
- 1991–1994: I. A třída Jihomoravské župy – sk. A
- 1994–1995: I. B třída Jihomoravské župy – sk. D
- 1995–1997: I. B třída Jihomoravské župy – sk. B
- 1997–2002: I. A třída Jihomoravské župy – sk. A
- 2002– : Přebor Jihomoravského kraje

Jednotlivé ročníky
Legenda: Z – zápasy, V – výhry, R – remízy, P – porážky, VG – vstřelené góly, OG – obdržené góly, +/− – rozdíl skóre, B – body, červené podbarvení – sestup, zelené podbarvení – postup, fialové podbarvení – reorganizace, změna skupiny či soutěže
| Československo (1960 – 1993) |                                         |        |    |     |     |     |     |     |     |     |        |
| Sezóny                       | Liga                                    | Úroveň | Z  | V   | R   | P   | VG  | OG  | +/− | B   | Pozice |
| 1960/61                      | Okresní přebor Blanenska                | 5      | 20 | 5   | 3   | 12  | 44  | 69  | −25 | 13  | 12.    |
| 1961/62                      | Okresní přebor Blanenska                | 5      | 22 | 12  | 4   | 6   | 55  | 42  | +13 | 28  | 3.     |
| 1962/63                      | Okresní přebor Blanenska                | 5      | 22 | ... | ... | ... | 62  | 36  | +26 | 30  | 2.     |
| 1963/64                      | I. B třída Jihomoravského kraje – sk. E | 5      | 22 | 4   | 3   | 15  | 30  | 72  | −42 | 11  | 11.    |
| 1964/65                      | Okresní přebor Blanenska                | 6      | 22 | ... | ... | ... | 88  | 29  | +59 | 34  | 1.     |
| 1965/66                      | I. B třída Jihomoravské oblasti – sk. E | 6      | 22 | 5   | 3   | 14  | 37  | 39  | −2  | 13  | 12.    |
| 1966/67                      | Okresní přebor Blanenska                | 7      | 26 | ... | ... | ... | 106 | 43  | +63 | 43  | 1.     |
| 1967/68                      | I. B třída Jihomoravské oblasti – sk. E | 6      | 26 | 9   | 6   | 11  | 55  | 81  | −26 | 24  | 9.     |
| 1968/69                      | I. B třída Jihomoravské oblasti – sk. E | 6      | 26 | 8   | 5   | 13  | 54  | 64  | −10 | 21  | 10.    |
| 1969/70                      | I. B třída Jihomoravské župy – sk. D    | 7      | 26 | 10  | 2   | 14  | 47  | 66  | −19 | 22  | 11.    |
| 1970/71                      | I. B třída Jihomoravské župy – sk. D    | 7      | 26 | 12  | 4   | 10  | 47  | 57  | −10 | 28  | 7.     |
| 1971/72                      | I. B třída Jihomoravské župy – sk. D    | 7      | 26 | 9   | 7   | 10  | 55  | 59  | −4  | 25  | 10.    |
| 1972/73                      | I. B třída Jihomoravského kraje – sk. D | 7      | 26 | 9   | 6   | 11  | 43  | 48  | −5  | 24  | 9.     |
| 1973/74                      | I. B třída Jihomoravského kraje – sk. D | 7      | 26 | ... | ... | ... | ... | ... | ... |     |        |
| 1974/75                      | I. B třída Jihomoravského kraje – sk. D | 7      | 26 | ... | ... | ... | ... | ... | ... |     |        |
| 1975/76                      | I. B třída Jihomoravského kraje – sk. D | 7      | 26 | 9   | 7   | 10  | 52  | 43  | +9  | 25  | 6.     |
| 1976/77                      | I. B třída Jihomoravského kraje – sk. D | 7      | 26 | 15  | 6   | 5   | 63  | 33  | +30 | 25  | 3.     |
| ...                          |                                         |        |    |     |     |     |     |     |     |     |        |
| 1991/92                      | I. A třída Jihomoravské župy – sk. A    | 6      | 26 | 8   | 8   | 10  | 36  | 40  | −4  | 24  | 10.    |
| 1992/93                      | I. A třída Jihomoravské župy – sk. A    | 6      | 26 | 9   | 4   | 13  | 45  | 48  | −3  | 22  | 10.    |
| Česko (1993 – )              |                                         |        |    |     |     |     |     |     |     |     |        |
| Sezóna                       | Liga                                    | Úroveň | Z  | V   | R   | P   | VG  | OG  | +/− | B   | Pozice |
| 1993/94                      | I. A třída Jihomoravské župy – sk. A    | 6      | 26 | 3   | 8   | 15  | 22  | 58  | −36 | 14  | 13.    |
| 1994/95                      | I. B třída Jihomoravské župy – sk. D    | 7      | 26 | 9   | 5   | 12  | 43  | 46  | −3  | 32  | 7.     |
| 1995/96                      | I. B třída Jihomoravské župy – sk. B    | 7      | 26 | 10  | 4   | 12  | 39  | 36  | +3  | 34  | 8.     |
| 1996/97                      | I. B třída Jihomoravské župy – sk. B    | 7      | 26 | 16  | 5   | 5   | 53  | 33  | +20 | 53  | 1.     |
| 1997/98                      | I. A třída Jihomoravské župy – sk. A    | 6      | 26 | 10  | 6   | 10  | 32  | 37  | −5  | 36  | 9.     |
| 1998/99                      | I. A třída Jihomoravské župy – sk. A    | 6      | 26 | 10  | 5   | 11  | 40  | 42  | −2  | 35  | 10.    |
| 1999/00                      | I. A třída Jihomoravské župy – sk. A    | 6      | 26 | ... | ... | ... | ... | ... | ... | ... |        |
| 2000/01                      | I. A třída Jihomoravské župy – sk. A    | 6      | 26 | 10  | 5   | 11  | 31  | 27  | +4  | 35  | 8.     |
| 2001/02                      | I. A třída Jihomoravské župy – sk. A    | 6      | 26 | 16  | 6   | 4   | 64  | 24  | +40 | 54  | 2.     |
| 2002/03                      | Přebor Jihomoravského kraje             | 5      | 30 | 15  | 6   | 9   | 58  | 37  | +21 | 51  | 4.     |
| 2003/04                      | Přebor Jihomoravského kraje             | 5      | 30 | 11  | 8   | 11  | 45  | 38  | +7  | 41  | 9.     |
| 2004/05                      | Přebor Jihomoravského kraje             | 5      | 30 | 13  | 4   | 13  | 41  | 34  | +7  | 43  | 5.     |
| 2005/06                      | Přebor Jihomoravského kraje             | 5      | 30 | 12  | 4   | 14  | 39  | 46  | −7  | 40  | 10.    |
| 2006/07                      | Přebor Jihomoravského kraje             | 5      | 30 | 11  | 5   | 14  | 41  | 46  | −5  | 38  | 9.     |
| 2007/08                      | Přebor Jihomoravského kraje             | 5      | 30 | 14  | 7   | 9   | 64  | 46  | +18 | 49  | 5.     |
| 2008/09                      | Přebor Jihomoravského kraje             | 5      | 30 | 16  | 8   | 6   | 49  | 35  | +14 | 56  | 3.     |
| 2009/10                      | Přebor Jihomoravského kraje             | 5      | 30 | 10  | 7   | 13  | 34  | 37  | −3  | 37  | 10.    |
| 2010/11                      | Přebor Jihomoravského kraje             | 5      | 30 | 14  | 8   | 8   | 57  | 45  | +12 | 50  | 5.     |
| 2011/12                      | Přebor Jihomoravského kraje             | 5      | 30 | 13  | 5   | 12  | 43  | 44  | −1  | 44  | 8.     |
| 2012/13                      | Přebor Jihomoravského kraje             | 5      | 30 | 14  | 4   | 12  | 51  | 50  | +1  | 46  | 7.     |
| 2013/14                      | Přebor Jihomoravského kraje             | 5      | 30 | 15  | 6   | 9   | 74  | 38  | +36 | 51  | 4.     |
| 2014/15                      | Přebor Jihomoravského kraje             | 5      | 30 | 14  | 5   | 11  | 64  | 54  | +10 | 47  | 6.     |
| 2015/16                      | Přebor Jihomoravského kraje             | 5      | 32 | 15  | 4   | 13  | 71  | 63  | +8  | 49  | 8.     |
| 2016/17                      | Přebor Jihomoravského kraje             | 5      | 30 | 14  | 5   | 11  | 73  | 54  | +19 | 47  | 6.     |
| 2017/18                      | Přebor Jihomoravského kraje             | 5      | 30 | 17  | 7   | 6   | 71  | 35  | +36 | 58  | 3.     |
| 2018/19                      | Přebor Jihomoravského kraje             | 5      | 30 | 17  | 4   | 9   | 80  | 49  | +31 | 55  | 2.     |
| 2019/20                      | Přebor Jihomoravského kraje             | 5      | 15 | 8   | 0   | 7   | 34  | 30  | +4  | 24  | 6.     |
| 2020/21                      | Přebor Jihomoravského kraje             | 5      | 10 | 6   | 0   | 4   | 21  | 12  | +9  | 18  | 5.     |
| 2021/22                      | Přebor Jihomoravského kraje             | 5      | 30 | 15  | 5   | 10  | 67  | 48  | +19 | 50  | 6.     |
| 2022/23                      | Přebor Jihomoravského kraje             | 5      | 30 | 9   | 5   | 16  | 41  | 54  | −13 | 32  | 12.    |
| 2023/24                      | Přebor Jihomoravského kraje             | 5      | 30 | 15  | 3   | 12  | 54  | 39  | +15 | 48  | 5.     |
| 2024/25                      | Přebor Jihomoravského kraje             | 5      | 30 | 16  | 7   | 7   | 54  | 26  | +28 | 55  | 3.     |

Poznámky:
- 1960/61: Chybí výsledky dvou zápasů.[14]
- 1962/63: Postoupilo taktéž vítězné mužstvo TJ Minerva Boskovice.[7]
- 1964/65: Po sezoně došlo k reorganizaci nižších soutěží.
- 1967/68–1990/91: Klub nepřetržitě nastupoval v jihomoravské I. B třídě.[7]
- 2001/02: Po sezoně došlo k reorganizaci nižších soutěží (župy → kraje). Postoupilo taktéž vítězné mužstvo TJ Minerva Boskovice.[35]
- 2019/20 a 2020/21: Tyto sezony byly ukončeny předčasně z důvodu pandemie covidu-19 v Česku.

## SK Olympia Ráječko „B“
SK Olympia Ráječko „B“ je rezervním mužstvem Ráječka, které se pohybuje v okresních a krajských soutěžích. Od sezony 2021/22 hraje I. B třídu Jihomoravského kraje (7. nejvyšší soutěž).

### Umístění v jednotlivých sezonách
Stručný přehled
- 1996–1997: Okresní soutěž Blanenska
- 1999–2000: Okresní přebor Blanenska
- 2002–2004: Okresní přebor Blanenska
- 2004–2012: Okresní soutěž Blanenska
- 2012–2013: Základní třída Blanenska
- 2013–2015: Okresní soutěž Blanenska
- 2015–2021: Okresní přebor Blanenska
- 2021– : I. B třída Jihomoravského kraje – sk. A

Jednotlivé ročníky
Legenda: Z – zápasy, V – výhry, R – remízy, P – porážky, VG – vstřelené góly, OG – obdržené góly, +/− – rozdíl skóre, B – body, červené podbarvení – sestup, zelené podbarvení – postup, fialové podbarvení – reorganizace, změna skupiny či soutěže
| Česko (1999 – ) |                                         |        |    |     |     |     |     |    |      |    |        |
| Sezóny          | Liga                                    | Úroveň | Z  | V   | R   | P   | VG  | OG | +/−  | B  | Pozice |
| 1996/97         | Okresní soutěž Blanenska                | 9      | 28 | ... | ... | ... | 66  | 31 | +35  | 58 | 2.     |
| ...             |                                         |        |    |     |     |     |     |    |      |    |        |
| 1999/00         | Okresní přebor Blanenska                | 8      | 26 | 9   | 4   | 13  | 45  | 55 | −10  | 31 | 11.    |
| ...             |                                         |        |    |     |     |     |     |    |      |    |        |
| 2002/03         | Okresní přebor Blanenska                | 8      | 26 | 10  | 0   | 16  | 39  | 49 | −10  | 30 | 12.    |
| 2003/04         | Okresní přebor Blanenska                | 8      | 26 | 1   | 7   | 18  | 29  | 70 | −41  | 10 | 14.    |
| 2004/05         | Okresní soutěž Blanenska                | 9      | 26 | 12  | 4   | 10  | 48  | 42 | +6   | 40 | 5.     |
| 2005/06         | Okresní soutěž Blanenska                | 9      | 26 | 10  | 5   | 11  | 45  | 49 | −4   | 35 | 6.     |
| 2006/07         | Okresní soutěž Blanenska                | 9      | 26 | 9   | 2   | 15  | 44  | 66 | −22  | 29 | 11.    |
| 2007/08         | Okresní soutěž Blanenska                | 9      | 26 | 10  | 2   | 14  | 44  | 48 | −4   | 32 | 10.    |
| 2008/09         | Okresní soutěž Blanenska                | 9      | 26 | 14  | 3   | 9   | 70  | 53 | +17  | 45 | 3.     |
| 2009/10         | Okresní soutěž Blanenska                | 9      | 26 | 8   | 7   | 11  | 56  | 65 | −9   | 31 | 10.    |
| 2010/11         | Okresní soutěž Blanenska                | 9      | 26 | 9   | 5   | 12  | 50  | 61 | −11  | 32 | 9.     |
| 2011/12         | Okresní soutěž Blanenska                | 9      | 26 | 6   | 2   | 18  | 42  | 99 | −57  | 20 | 13.    |
| 2012/13         | Základní třída Blanenska                | 10     | 22 | 16  | 4   | 2   | 108 | 36 | +72  | 52 | 1.     |
| 2013/14         | Okresní soutěž Blanenska                | 9      | 26 | 11  | 4   | 11  | 66  | 71 | −5   | 37 | 8.     |
| 2014/15         | Okresní soutěž Blanenska                | 9      | 26 | 18  | 3   | 5   | 83  | 44 | +39  | 57 | 1.     |
| 2015/16         | Okresní přebor Blanenska                | 8      | 26 | 14  | 4   | 8   | 83  | 71 | +12  | 46 | 5.     |
| 2016/17         | Okresní přebor Blanenska                | 8      | 26 | 13  | 3   | 10  | 80  | 62 | +18  | 42 | 3.     |
| 2017/18         | Okresní přebor Blanenska                | 8      | 26 | 12  | 1   | 13  | 62  | 66 | −4   | 37 | 8.     |
| 2018/19         | Okresní přebor Blanenska                | 8      | 26 | 10  | 2   | 14  | 52  | 51 | +1   | 32 | 10.    |
| 2019/20         | Okresní přebor Blanenska                | 8      | 14 | 7   | 1   | 6   | 46  | 41 | +5   | 22 | 7.     |
| 2020/21         | Okresní přebor Blanenska                | 8      | 10 | 7   | 1   | 2   | 36  | 21 | +15  | 22 | 1.     |
| 2021/22         | I. B třída Jihomoravského kraje – sk. A | 7      | 26 | 8   | 3   | 15  | 45  | 67 | −22  | 27 | 12.    |
| 2022/23         | I. B třída Jihomoravského kraje – sk. A | 7      | 26 | 16  | 1   | 9   | 67  | 69 | −2   | 49 | 5.     |
| 2023/24         | Okresní soutěž Blanenska                | 9      | 30 | 26  | 1   | 3   | 157 | 32 | +125 | 79 | 1.     |
| 2024/25         | Okresní přebor Blanenska                | 8      | 26 | 18  | 2   | 6   | 76  | 35 | +41  | 56 | 3.     |

Poznámky:
- 2019/20 a 2020/21: Tyto sezony byly ukončeny předčasně z důvodu pandemie covidu-19 v Česku.
- 2022/23: Po konci sezony bylo B-mužstvo přihlášeno o dvě soutěže níže.[40][41]

## SK Olympia Ráječko „C“
SK Olympia Ráječko „C“ byl druhým rezervním mužstvem Ráječka, které se pohybovalo v okresních soutěžích. Po dvou ročnících zaniklo.

### Umístění v jednotlivých sezonách
Stručný přehled
- 2016–2017: Základní třída Blanenska
- 2017–2018: Okresní soutěž Blanenska

Jednotlivé ročníky
Legenda: Z – zápasy, V – výhry, R – remízy, P – porážky, VG – vstřelené góly, OG – obdržené góly, +/− – rozdíl skóre, B – body, červené podbarvení – sestup, zelené podbarvení – postup, fialové podbarvení – reorganizace, změna skupiny či soutěže
| Česko (2016 – 2018) |                          |        |    |    |   |    |     |    |     |    |        |
| Sezóny              | Liga                     | Úroveň | Z  | V  | R | P  | VG  | OG | +/− | B  | Pozice |
| 2016/17             | Základní třída Blanenska | 10     | 18 | 16 | 1 | 1  | 104 | 16 | +88 | 49 | 1.     |
| 2017/18             | Okresní soutěž Blanenska | 9      | 26 | 6  | 4 | 16 | 53  | 74 | −21 | 22 | 14.    |